# Prix Marianne
Pour les articles homonymes, voir Marianne (homonymie).
 (mars 2014).
Si vous disposez d'ouvrages ou d'articles de référence ou si vous connaissez des sites web de qualité traitant du thème abordé ici, merci de compléter l'article en donnant les références utiles à sa vérifiabilité et en les liant à la section « Notes et références ».

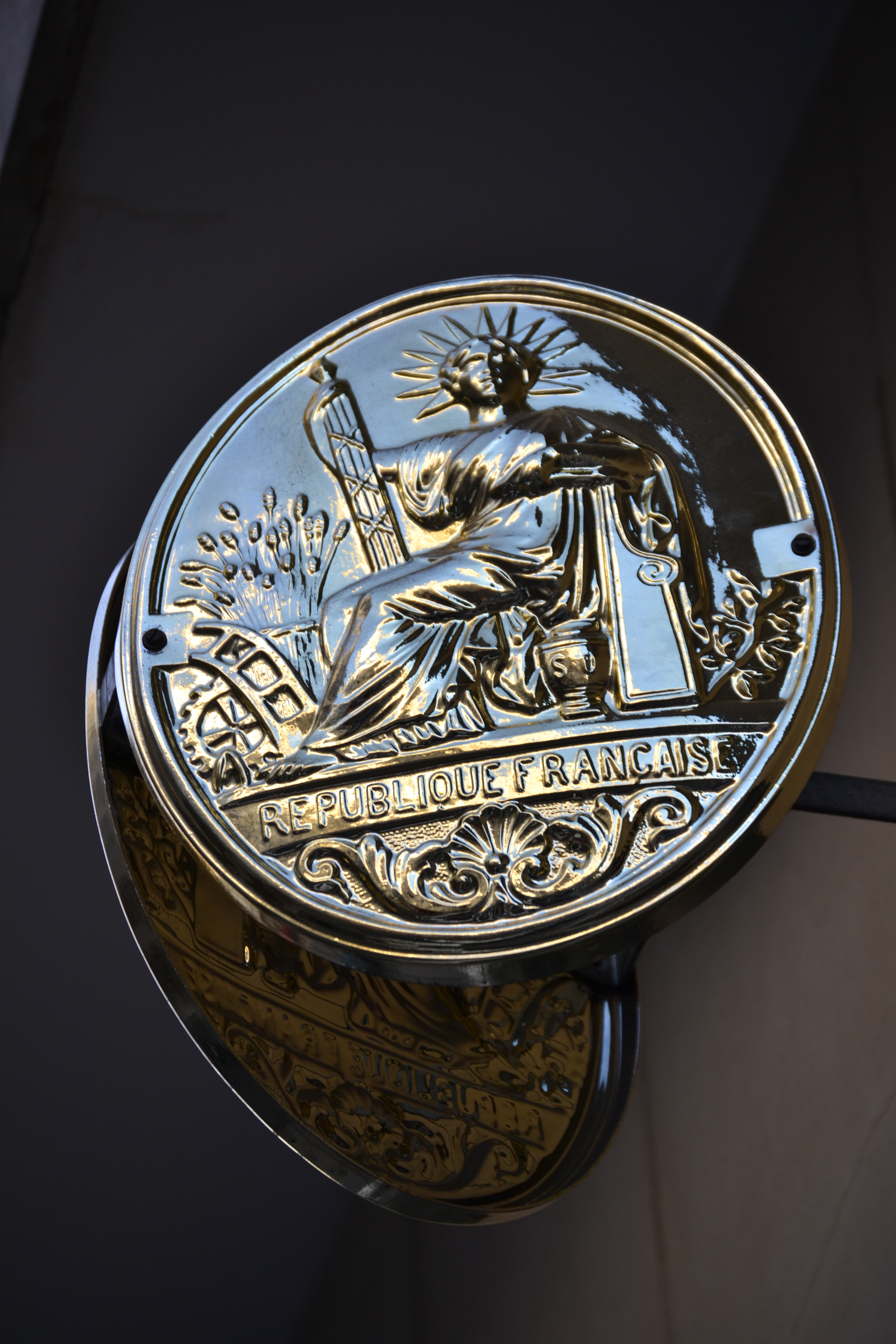
Panonceau de notaire

Le prix Marianne est un prix littéraire, créé en 1999 par la Chambre des notaires de la Moselle à l’initiative de son président de l’époque. Son nom provient du fait que Marianne est le nom de l’emblème de la République que l’on retrouve sur le panonceau des études et du sceau des notaires.
Ce prix est à la fois une action culturelle, originale pour une chambre des Notaires, puisque la Chambre des Notaires de la Moselle est partenaire du salon du Livre organisé chaque année à Metz (appelé à l’origine « Été du Livre » et  aujourd’hui devenu le « Festival littérature & journalisme »), et une opération de communication destinée à faire connaître le notariat « autrement ».
C’est pourquoi la remise du prix est organisée chaque année lors du salon, entre avril et juin, à l’issue d’un déjeuner toujours pris dans le même restaurant, en présence de la presse locale, dont Le Républicain lorrain également partenaire du salon[réf. nécessaire]. 
Le prix Marianne est ouvert à tous les genres littéraires à l’exclusion du roman : essais, biographies, études historiques, scientifiques ou politiques, nouvelles, et même poésie. Il doit exister une parfaite adéquation entre la clarté de la pensée et l’expression écrite à l’image du travail du notaire imprégné de rigueur de la pensée et de l’écrit.
Le juryest composé de neuf notaires et du directeur général des finances publiques (la Caisse des dépôts et consignations ayant pendant quelques années soutenu
financièrement ce prix, relayé aujourd'hui par le soutien du cabinet de généalogie Coutot-Roehrig). 
Il a été présidé pendant plus de dix ans par Jean Favier, historien et membre de l’Institut. Il a été remplacé pour raison de santé par Dominique Barbéris, première lauréate du prix Marianne.
Chacun des membres du jury fait une moisson de livres de l’année en cours d’auteurs français ou francophones. Au mois de décembre, le jury se réunit pour mettre en commun ses différents choix et retenir entre onze et treize ouvrages. Ces ouvrages sont soumis à la sélection du jury qui se réunit en mars[réf. nécessaire].

## Lauréats
Lauréats, :
- 1999 : Dominique Barbéris pour L’Heure exquise
- 2000 : Nancy Huston pour Nord perdu
- 2001 : François Bizot pour Le Portail
- 2002 : Madeleine Lazard pour Les Avenues de Fémynie
- 2003 : Joseph Bialot pour C’est en hiver que les jours rallongent
- 2004 : Olivier Larizza pour  La Théorie de la petite cloche
- 2005 : Laurence Lacour pour Jendia, jendié, sur les chemins de Compostelle
- 2006 : Jean Echenoz pour Ravel
- 2007 : Judith Perrignon pour C’était mon frère
- 2008 : Zhu Xiao-Mei pour La rivière et son secret
- 2009 : Fabienne Swiatly pour Une femme allemande
- 2010 : Pierre Charras pour Le Requiem de Frantz
- 2011 : Alain Louyot pour Les  Carnets de la passagère
- 2012 : Jean-Marie Pelt pour Heureux les simples
- 2013 : Yun-Sun Limet pour Joseph
- 2014 : Michel Pastoureau pour Vert, Histoire d’une couleur
- 2015 : Claude Quétel pour L'effrayant docteur Petiot - fou ou coupable ?
- 2016 : Natacha Henry pour Les sœurs savantes
- 2017 : Mark Greene pour Comment construire une cathédrale
- 2018 : Camille Laurens pour La petite danseuse de 14 ans
- 2019 : Emmanuel de Waresquiel pour Au temps de s'en apercevoir, journal d'un historien
- 2020 : François Garde pour Roi par effraction
- 2021 : Alexis Jenni pour J'aurai pu devenir millionnaire, j'ai choisi d'être vagabond
- 2022 : Michel Bernard pour Les Bourgeois de Calais
- 2023 :  Patrick Cloux pour Trois Ruches bleues (éd. La fosse aux ours)[5].